# Koroön

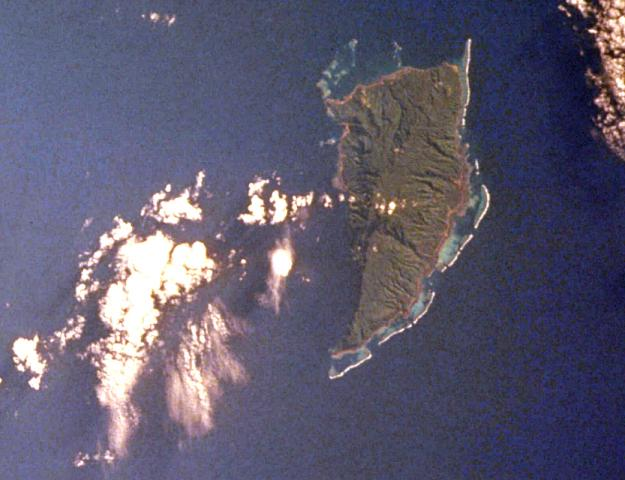
Satellitbild av Koroön.

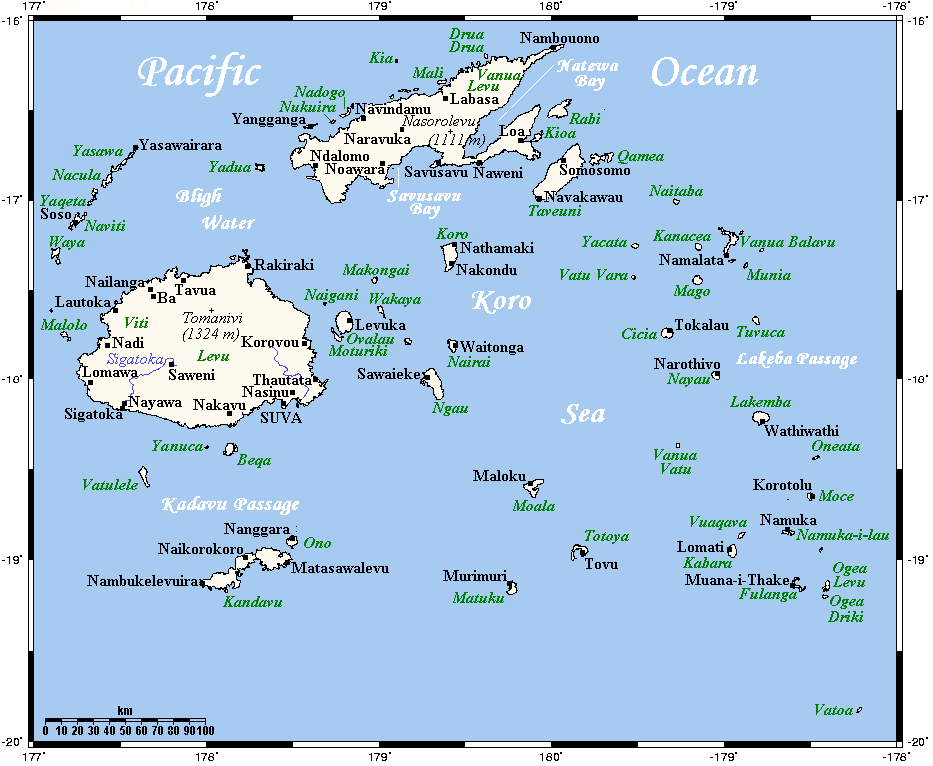
Koroön på en karta med Korohavet.

Koroön är en vulkanisk ö i Fiji. Den utgör en del av Lomaivitiarkipelagen. Korohavet är uppkallat efter ön, och med sina 108,9 kvadratkilometer är det Fijis sjätte största ö. Den har 4 500 invånare.